# Selim Nassib
Selim Nassib (ou Sélim Nassib) est né en 1946 et a grandi à Beyrouth. Il est issu d’une famille juive libanaise d’origine syrienne. Arrivé en France en 1969, il travaille de nombreuses années pour le quotidien  Libération, couvrant en particulier l’intervention militaire israélienne au Liban de 1982. Depuis 1990, il se consacre à l’écriture et fait publier des nouvelles, des récits et des romans dont l'action se déroule souvent au Proche-Orient, dont Le Tumulte, qui a reçu le Prix France-Liban en 2022.
Il est également coscénariste de quelques films, dont Would You Have Sex with an Arab? de Yolande Zauberman.

## Filmographie
- 2024: La Belle de Gaza de Yolande Zauberman, (son)
- 2012 : Would you have sex with an Arab? de Yolande Zauberman, (coscénariste)
- 2004 : Paradise now - Journal d'une femme en crise, de Yolande Zauberman (directeur de la photographie, monteur et acteur dans son propre rôle) (comme Selim Nassib-Turquier)
- 1992 : Les Gants d'or d'Akka, de Nicolas Wadimoff (coscénariste)
- 1990 : Tinikling ou La Madone et le Dragon (TV), de Samuel Fuller (coscénariste)